# Shirase Coast
Shirase Coast  – północna część wybrzeża Morza Rossa na Ziemi Marii Byrd w Antarktydzie Zachodniej, pomiędzy Wybrzeżem Siple’a i Przylądkiem Colbecka na Półwyspie Edwarda VII.

## Nazwa
Nazwane na cześć Nobu Shirase (1861-1946) kierownika japońskiej ekspedycji antarktycznej, którego statek „Kainan Maru” przepłynął w pobliżu tego wybrzeża w styczniu 1912 roku . 

## Geografia
Shirase Coast to północna część wybrzeża Morza Rossa na Ziemi Marii Byrd, po wschodniej stronie Lodowca Szelfowego Rossa między północnym końcem Wybrzeża Siple’a i Przylądkiem Colbecka  – północno-zachodnim krańcem Półwyspu Edwarda VII.

## Historia
Japońska ekspedycja antarktyczna (1910–1912) kierowana przez Nobu Shirase (1861-1946) wylądowała w Kainan Bay oraz w Zatoce Wielorybiej, skąd rozpoczęto przejście przez Lodowiec Szelfowy Rossa . 